# Bahnstrecke Barnstaple–Ilfracombe
| Blick aus dem Führerstand auf die Strecke, kurz vor Ilfracombe (1969) |                                              |                                                                       |                                                                       |
| Darstellung der stillgelegten Bahnstrecke auf einer Karte mit Stand 2023 |                                              |                                                                       |                                                                       |
| Streckenlänge: | 24,1 km                                      |                                                                       |                                                                       |
| Spurweite: | 1435 mm (Normalspur)                         |                                                                       |                                                                       |
| Maximale Neigung: | 2,78 ‰                                       |                                                                       |                                                                       |
| Zweigleisigkeit: | Pottington Signal Box–Ilfracombe (1891–1967) |                                                                       |                                                                       |
| |                                              |                                                                       |                                                                       |
| \| \| \| von Exeter \| \| \| \| \| von Taunton 1887–1966 \| \| \| \| 0,0 \| Barnstaple (1874–1970 Barnstaple Junction) \| Barnstaple (1874–1970 Barnstaple Junction) \| \| \| \| nach Halwill 1855–1982 \| \| \| \| \| River Taw \| \| \| \| 1,0 \| Barnstaple Town 1874–1898 (bis 1886 Barnstaple Quay) \| Barnstaple Town 1874–1898 (bis 1886 Barnstaple Quay) \| \| \| 1,2 \| Barnstaple Town 1898–1970 \| Barnstaple Town 1898–1970 \| \| \| \| nach Lynton 1898–1935 \| \| \| \| \| River Yeo \| \| \| \| \| Pottington Signal Box \| \| \| \| 8,0 \| Wrafton 1874–1970 \| Wrafton 1874–1970 \| \| \| 9,7 \| Braunton 1874–1970 \| Braunton 1874–1970 \| \| \| \| \| \| \| \| 18,9 \| Mortehoe & Woolacombe 1874–1970 (bis 1902 Morthoe, bis 1950 Mortehoe) \| Mortehoe & Woolacombe 1874–1970 (bis 1902 Morthoe, bis 1950 Mortehoe) \| \| \| \| \| \| \| \| \| Scheitelpunkt \| \| \| \| \| Slade Tunnel \| \| \| \| 24,1 \| Ilfracombe 1874–1970 \| Ilfracombe 1874–1970 \| |                                              |                                                                       |                                                                       |
| Strecke |                                              | von Exeter                                                            | von Exeter                                                            |
| Abzweig geradeaus und ehemals von rechts |                                              | von Taunton 1887–1966                                                 | von Taunton 1887–1966                                                 |
| Kopfbahnhof Strecke ab hier außer Betrieb | 0,0                                          | Barnstaple (1874–1970 Barnstaple Junction)                            | Barnstaple (1874–1970 Barnstaple Junction)                            |
| Abzweig geradeaus und nach links (Strecke außer Betrieb) |                                              | nach Halwill 1855–1982                                                | nach Halwill 1855–1982                                                |
| Brücke über Wasserlauf (Strecke außer Betrieb) |                                              | River Taw                                                             | River Taw                                                             |
| Bahnhof (Strecke außer Betrieb) | 1,0                                          | Barnstaple Town 1874–1898 (bis 1886 Barnstaple Quay)                  | Barnstaple Town 1874–1898 (bis 1886 Barnstaple Quay)                  |
| Bahnhof (Strecke außer Betrieb) | 1,2                                          | Barnstaple Town 1898–1970                                             | Barnstaple Town 1898–1970                                             |
| Abzweig geradeaus und nach rechts (Strecke außer Betrieb) |                                              | nach Lynton 1898–1935                                                 | nach Lynton 1898–1935                                                 |
| Brücke über Wasserlauf (Strecke außer Betrieb) |                                              | River Yeo                                                             | River Yeo                                                             |
| Blockstelle (Strecke außer Betrieb) |                                              | Pottington Signal Box                                                 | Pottington Signal Box                                                 |
| Bahnhof (Strecke außer Betrieb) | 8,0                                          | Wrafton 1874–1970                                                     | Wrafton 1874–1970                                                     |
| Bahnhof (Strecke außer Betrieb) | 9,7                                          | Braunton 1874–1970                                                    | Braunton 1874–1970                                                    |
| |                                              |                                                                       |                                                                       |
| Bahnhof (Strecke außer Betrieb) | 18,9                                         | Mortehoe & Woolacombe 1874–1970 (bis 1902 Morthoe, bis 1950 Mortehoe) | Mortehoe & Woolacombe 1874–1970 (bis 1902 Morthoe, bis 1950 Mortehoe) |
| |                                              |                                                                       |                                                                       |
| Kulminations-/Scheitelpunkt (Strecke außer Betrieb) |                                              | Scheitelpunkt                                                         | Scheitelpunkt                                                         |
| Tunnel (Strecke außer Betrieb) |                                              | Slade Tunnel                                                          | Slade Tunnel                                                          |
| Kopfbahnhof Streckenende (Strecke außer Betrieb) | 24,1                                         | Ilfracombe 1874–1970                                                  | Ilfracombe 1874–1970                                                  |

Die Bahnstrecke Barnstaple–Ilfracombe (auch als Ilfracombe Branch Line bezeichnet) war eine Bahnstrecke im Norden der südwestenglischen Grafschaft Devon, die von 1874 bis 1970 in Betrieb stand. Erbaut wurde sie von der London and South Western Railway (LSWR), die sie auch bis 1923 betrieb. Zusammen mit der LSWR kam die Strecke 1923 im Zuge des Railways Act 1921 zur Southern Railway, einer der „Big four“ der britischen Privatbahnen. Nach der Verstaatlichung 1948 betrieb British Railways die Strecke, die aufgrund der Bedeutung von Ilfracombe als Seebad bis in die 1960er Jahre direkte Zugverbindungen mit London aufwies. 1970 stellte British Rail die Strecke im Zuge der als Beeching-Axt bezeichneten umfangreichen Netzreduzierungen ein und baute sie 1975 ab. Teile der Trasse werden seit einigen Jahren als Radwanderweg genutzt.

## Geschichte

### Erste Planungen
Die kleine Hafenstadt Ilfracombe im Nordwesten von Devon an der Südküste des Bristolkanals entwickelte sich ab Mitte des 19. Jahrhunderts allmählich zu einem beliebten Ferien- und Badeort. Die Gäste kamen in den ersten Jahrzehnten überwiegend mit dem Schiff ab Bristol oder anderen Hafenorten am Bristolkanal, vermehrt entstand jedoch die Forderung nach einer Anbindung des Orts an das Eisenbahnnetz. Erste bekannte Pläne entstanden Mitte der 1840er Jahre, mit dem Abflauen der damaligen Railway Mania („Eisenbahnfieber“) verliefen sich diese Planungen im Sande.
Nachdem das Schienennetz 1854 mit der Fertigstellung der North Devon Railway (NDR), der heutigen Tarka Line, auch Barnstaple als die größte Stadt im nordwestlichen Devon erreicht hatte, entstanden bald Pläne für eine Schienenverbindung nach Ilfracombe und lokale Honoratioren bildeten ein Eisenbahnkomitee. Thomas Brassey, der die 1855 bis Bideford verlängerte Strecke im Auftrag der NDR erbaut hatte und sie seit 1855 auch betrieb, bot an, eine Zweigstrecke ab Barnstaple bis Ilfracombe zu bauen, wenn das lokale Eisenbahnkomitee sicherstellen könne, dass es keine Einsprüche gebe. Das Komitee und die lokalen Interessenten konnten sich zunächst nicht auf die Streckenführung einigen. Es standen zwei Routen zur Diskussion, eine östliche, in etwa der Luftlinie folgend über den Weiler Bittadon und eine westliche, über Braunton. Die östliche Route war aufgrund der Topographie erheblich aufwändiger, so dass die westliche Variante bevorzugt wurde. Diese traf jedoch auf den Widerstand des einflussreichen lokalen Grundbesitzers Sir William Williams, da die geplante Linie direkt an einem ihm gehörenden Herrenhaus vorbeiführen sollte und dieses vom River Taw getrennt hätte.

### Konkurrierende Vorhaben
Ab Ende der 1850er Jahre versuchte die London and South Western Railway (LSWR), ihren Einzugsbereich in Konkurrenz zur Great Western Railway bis nach Devon und Cornwall auszudehnen. Sie trat in Verhandlungen mit der NDR, um deren Strecke zu leasen oder zu erwerben. Die LSWR befasste sich auch bald mit den Planungen für eine Strecke nach Ilfracombe, lehnte es aber ab, diese im Parlament zu unterstützen, solange ihre Verhandlungen mit der NDR nicht abgeschlossen waren. 1862 konnte die LSWR den Vertrag mit der NDR erfolgreich abschließen. Das Leasing der NDR durch die LSWR trat zum 1. Januar 1863 in Kraft und die LSWR übernahm von Thomas Brassey den Betrieb der Strecke zwischen Exeter und Bideford. Im gleichen Jahr ließ die LSWR, deren Streckennetz in Normalspur ausgeführt war, eine dritte Schiene in die in GWR-Breitspur ausgeführte Strecke der NDR legen und konnte damit direkte Züge zwischen London und Barnstaple anbieten.
Die LSWR ging nun zügig an die Planung der Zweigstrecke nach Ilfracombe. Aufgrund der erheblichen Mehrkosten der östlichen Trassenvariante – unter anderem wären fünf Tunnels erforderlich geworden – beschloss die LSWR, die westliche Trassenvariante weiter zu verfolgen, obwohl diese stärkere Steigungen aufwies und damit betrieblich aufwändiger war. Anfang 1863 brachte sie den entsprechenden Antrag für die Ilfracombe Railway Bill in das Parlament ein. Der Widerspruch von Sir William Williams und eine kritische Stellungnahme des Chefingenieurs der GWR zu den geplanten Steigungen führten jedoch dazu, dass das Parlament den Antrag ablehnte. Das Bekanntwerden des Misserfolgs führte zu heftigen Protesten der Bevölkerung. In Braunton wurde eine Williams darstellende Strohpuppe verbrannt und in Ilfracombe attackierte am 25. April 1863 eine Menschenmenge die Wohnhäuser von Unterstützern von Williams. Zwei Tage später wurden am Rande einer Bürgerversammlung seine Bailiffs mit faulen Eiern beworfen.
Im Herbst 1863 wurde bekannt, dass auch die Devon and Somerset Railway (D&S) Planungen für eine Verbindung nach Ilfracombe betrieb. Die D&S verfolgte den Bau einer Strecke, die bei Taunton südlich von Bristol von der Strecke der Great Western Railway (GWR) abzweigen und über Barnstaple nach Ilfracombe führen sollte. Im Juli 1864 erhielt die D&S aufgrund der Einsprüche der LSWR und der lokalen Interessenten zwar die Genehmigung für den Abschnitt zwischen Taunton und Barnstaple, nicht aber für die Verlängerung nach Ilfracombe. Umgekehrt blockierte die D&S das zur gleichen Zeit von der LSWR erneut ins Parlament eingebrachte Vorhaben. Nach längeren Verhandlungen einigten sich beide Unternehmen 1865 darauf, die Strecke gemeinsam zu bauen und zu betreiben. Sie sollte kombiniert in Normalspur und in der Breitspur der GWR ausgeführt werden, um sowohl für die LSWR-Züge wie für die Züge der D&S geeignet zu sein. Das Vorhaben scheiterte jedoch, als die D&S ihren Anteil an der zu gründenden Ilfracombe Railway nicht finanzieren konnte. Nach längeren Querelen wurden die Genehmigungen aufgehoben. Die D&S beschränkte sich schließlich auf ihre breitspurige Strecke von Taunton bis Barnstaple, die sie in den Folgejahren bis 1873 schrittweise in Betrieb nahm. Für Fahrgäste nach Ilfracombe richtete die D&S eine Kutschenverbindung von ihrem abseits des LSWR-Bahnhofs gelegenen eigenen Bahnhof in Barnstaple ein. Noch bei der Übernahme der D&S durch die Great Western Railway im Jahr 1901 musste die GWR der LSWR einen Ausgleich für die in den 1860er Jahren vergeblich getätigten Ausgaben sowie die nachfolgenden Rechtstreitigkeiten zahlen.

### Bau der Strecke
Nach dem Ausstieg der D&S verfolgte die LSWR ihre ursprünglichen Planungen weiter. Um den anhaltenden Widerstand von Williams gegen eine Führung entlang des rechten Taw-Ufers zu umgehen, entstanden Planungen für eine weiter westlich liegende Querung des Taw bei Fremington, ausgehend von der Strecke nach Bideford. Eine Brücke wurde aufgrund der dann blockierten Zufahrt zum Hafen von Barnstaple abgelehnt, Pläne für einen Tunnel unter dem Fluss erwiesen sich als zu teuer. Trotz des Widerstands von Williams favorisierte die LSWR weiterhin die westliche Variante. Statt wie bislang eine Führung östlich um Barnstaple herum war nun eine Querung des Taw direkt unterhalb der Kaianlagen und entlang der Waterfront von Barnstaple vorgesehen. Das Vorhaben wurde in dieser Form im Januar 1870 ins Parlament eingebracht. Überraschend gab Williams im März 1870 seinen Widerstand auf und der entsprechende Parlamentsbeschluss für den Bau erhielt am 4. Juli 1870 den Royal Assent.
Für den Bau wurde die Barnstaple & Ilfracombe Railway (B&I) gegründet, an der die LSWR und lokale Interessenten beteiligt waren. Sie begann umgehend mit der Planung, die einige technische Schwierigkeiten aufwarf. So musste in Barnstaple das komplette Nordufer des Taw befestigt werden und die LSWR musste neue Kaianlagen errichten. Der Slade Tunnel kurz vor Ilfracombe und die Einschnitte am Scheitelpunkt der Strecke beim Bahnhof Mortehoe waren ebenfalls anspruchsvolle Aufgaben. Auf beiden Seiten waren erhebliche Steigungen erforderlich, ab Braunton 1 zu 40 und ab Ilfracombe 1 zu 36 bis Mortehoe & Woolacombe. Am 27. September 1871 erfolgte in Ilfracombe der erste Spatenstich für die Strecke. Der Bauunternehmer James Taylor übernahm den Bau für eine Summe von £90.000.
Aus Kostengründen wurde die Strecke als Light Railway ausgeführt, womit jedoch auch reduzierte Achslasten und Höchstgeschwindigkeiten verbunden waren. Im Frühjahr 1872 waren rund 130 Arbeiter mit dem Bau befasst. Aufgrund nicht eingehaltener Vorschriften oder unzureichender Absicherungen kam es beim Bau zu diversen Unfällen, von denen zwei im Jahr 1873 tödliche Folgen hatten. Anfang 1874 konnten die wesentlichen Erdarbeiten abgeschlossen werden, mit der Fertigstellung der Taw-Brücke in Barnstaple im Juni 1874 waren alle wesentlichen Kunstbauten vorhanden. Ein erster Probezug erreichte Ilfracombe am 30. Juni 1874 und am 20. Juli 1874 konnte die Strecke schließlich eingeweiht werden. Aus diesem Anlass waren die Straßen in allen Orten entlang der Strecke mit Fahnen geschmückt worden, in Ilfracombe fand am Folgetag ein großes öffentliches Bankett statt. Die Inspektion durch das Board of Trade hatte zuvor keine nennenswerten Mängel aufgezeigt. Den Betrieb übernahm im Auftrag der B&I die LSWR. Sie bot von Beginn an durchgehende Kurswagen zwischen London Waterloo und Ilfracombe an.

### Weitere Entwicklung

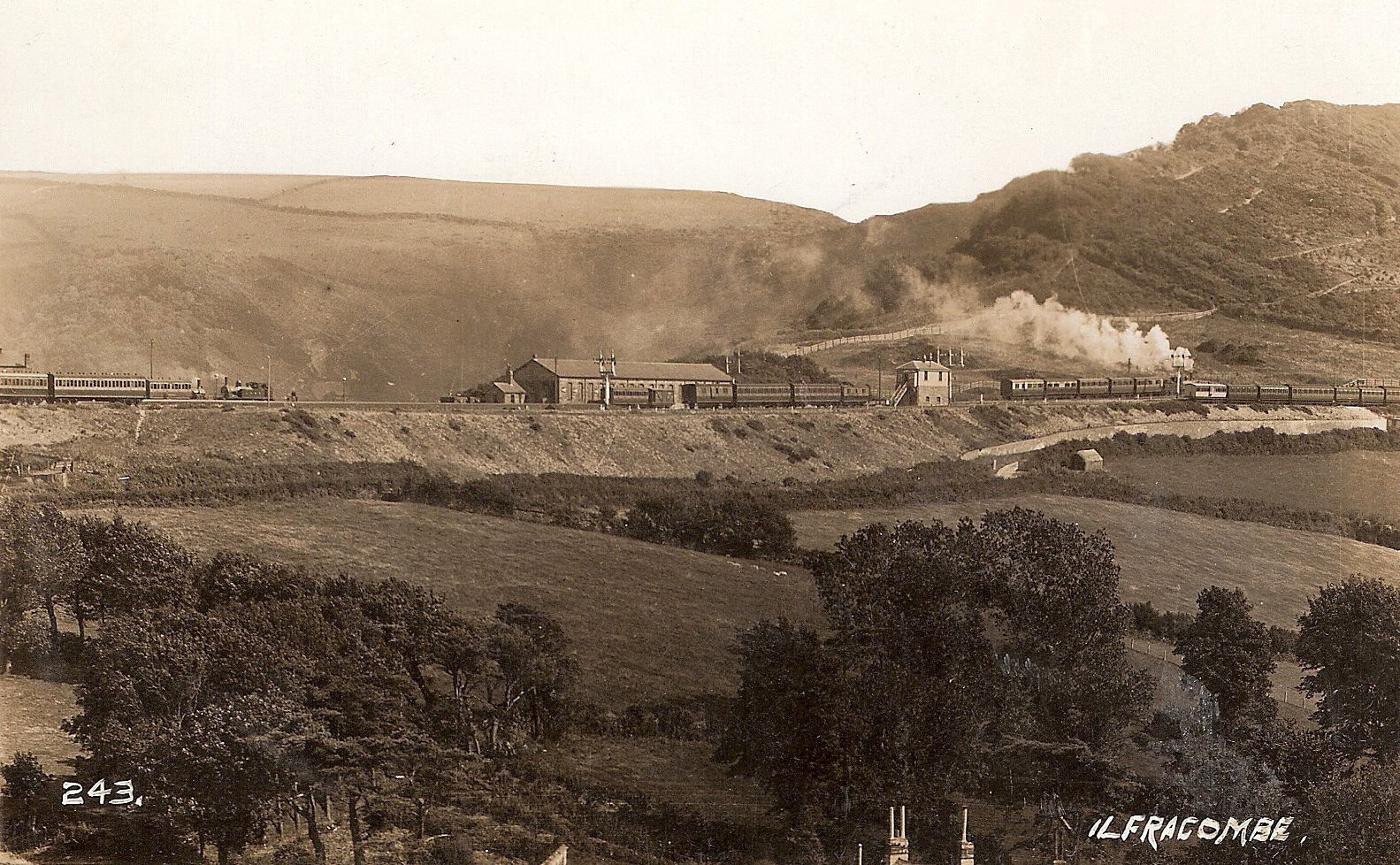
Blick auf den Bahnhof Ilfracombe und den Beginn der Steilrampe in Richtung Mortehoe um das Jahr 1900

Ilfracombe nahm durch den Schienenanschluss einen erheblichen Aufschwung als Badeort. Die LSWR konnte schnell eine sehr gute Nachfrage, vor allem in den Sommermonaten, verzeichnen, und die Strecke erwies sich als sehr profitabel. Bereits 1875 ging die B&I vollständig in den Besitz der LSWR über. 1887 endete der Betrieb als Light Railway, seitdem entsprach die Strecke den üblichen Standards des britischen Eisenbahnnetzes. Zwei Jahre später begann die LSWR 1889 mit dem zweigleisigen Ausbau, der 1891 abgeschlossen werden konnte. Zwar war die Trassierung der Strecke bereits von Beginn an für zwei Gleise ausgelegt gewesen, jedoch war etwas kurzsichtig das Gleis in der Mitte der Trasse verlegt worden. Das vorhandene Gleis musste daher ebenfalls neu verlegt werden. Der Ausbau erforderte zudem einen grundlegenden Umbau aller Bahnhöfe und einen zweiten Tunnel parallel zum vorhandenen Slade Tunnel. Lediglich der kurze Abschnitt zwischen Barnstaple Junction und der Blockstelle Pottington Signal Box, etwas westlich von Barnstaple Town, mit den beiden Brücken über den Taw und den Yeo blieb eingleisig. 1887 erbaute die GWR eine Verbindungskurve zwischen ihrem Bahnhof Barnstaple Victoria Road und dem LWSR-Bahnhof Barnstaple Junction, seitdem verkehrten auch über die GWR-Strecke durchgehende Züge und Wagen zwischen London Paddington und Ilfracombe.
1898 wurde die schmalspurige Lynton and Barnstaple Railway erbaut. Hierfür verlegte die LSWR den Bahnhof Barnstaple Quay um einige hundert Meter, um den Anschluss zu gewährleisten. Vor dem Ersten Weltkrieg und in der Zwischenkriegszeit erlebte die Bahnstrecke in den Sommermonaten eine rege Nachfrage durch Urlauber und Feriengäste. Um der Nachfrage gerecht zu werden, bot die LSWR ganzjährig direkte Verbindungen zwischen London Waterloo und Ilfracombe an. Weitere Verbindungen gab es über die GWR-Strecke ab Barnstaple, neben London Paddington konnten so auch Großstädte in den Midlands als weitere Ziele umsteigefrei erreicht werden. Aufgrund des Bettenwechsels in vielen Pensionen und Hotels an Samstagen verkehrten an diesen Tagen in der Sommersaison zusätzliche Züge. Während beider Weltkriege dienten die Hotels und Pensionen in Ilfracombe als Lazarette und zur Erholung von Soldaten, was ebenfalls für eine gute Auslastung sorgte.
Infolge des Railways Act 1921 ging die LSWR 1923 in der Southern Railway (SR) auf, die seitdem die Strecke nach Ilfracombe betrieb. Sie richtete 1926 mit dem Atlantic Coast Express eine neue durchgehende Zugverbindung zwischen London Waterloo und Ilfracombe ein, die über die Führung einer Vielzahl von Kurswagen speziell auf die Anforderungen von Urlaubern in den über Nebenstrecken der SR erreichbaren kleinen Badeorten im Norden von Devon und Cornwall ausgerichtet war.

### Niedergang nach dem Zweiten Weltkrieg und Stilllegung
Nach dem Zweiten Weltkrieg wurden die britischen Eisenbahnen verstaatlicht. Ab 1948 gehörte die Strecke zur Southern Region von British Railways (BR). Ein Jahr zuvor hatte die Southern Railway noch mit dem Devon Belle einen neuen Pullmanzug ab London Waterloo eingeführt, der ab Exeter nach Ilfracombe und Plymouth geflügelt wurde. Die auch in Großbritannien nach dem Krieg rasch einsetzende Massenmotorisierung sorgte jedoch bald für eine rückläufige Nachfrage. Bereits 1954 stellte BR den Devon Belle wieder ein. An den Sommersamstagen war der Verkehr mit über 10.000 Fahrgästen am Tag trotzdem noch recht umfangreich. Beispielsweise kamen am 27. Juli 1957 insgesamt 5470 Reisende in Ilfracombe an, in ähnlicher Größenordnung verließen Fahrgäste an diesem Tag den Ort. In den Folgejahren gingen diese Zahlen deutlich zurück, zum einen aufgrund der Massenmotorisierung, zum anderen aufgrund der Abwanderung britischer Urlauber von den heimischen Seebädern zu Zielen im europäischen Süden.
Ende der 1950er Jahre geriet British Railways in eine Krise. Hatte BR 1952 noch Gewinn gemacht, so belief sich der jährliche Verlust 1961 auf gut 86,9 Mio. Pfund Sterling. Richard Beeching, der neue BR-Vorsitzende, erhielt von der Regierung den Auftrag, Pläne zur Umstrukturierung des britischen Eisenbahnnetzes aufzustellen. Im März 1963 legte er seinen entsprechenden Bericht vor, der vor allem die Einstellung unrentabler Strecken vorsah. Darin war auch die Strecke von Barnstaple nach Ilfracombe aufgeführt. Im gleichen Jahr gingen die aufgrund ihres geringen Verkehrsaufkommens von den Eisenbahnern als Withered Arm (auf Deutsch in etwa „verdorrter Arm“) bezeichneten Nebenstrecken der ehemaligen Southern Railway westlich von Exeter sowie ein Teil der Hauptstrecke von London westlich von Salisbury an die Western Region von BR. Die Western Region bevorzugte die ehemaligen GWR-Hauptstrecken über Reading und Taunton und stellte 1964 alle durchgehenden Verbindungen nach London Waterloo ein, darunter den Atlantic Coast Express. Es verblieben außer einigen Zugpaaren mit Dieseltriebwagen zwischen Exeter und Ilfracombe lediglich ein tägliches Zugpaar über die frühere GWR-Strecke nach London Paddington sowie einige weitere Zugverbindungen an Samstagen von bzw. nach Wolverhampton, Cardiff und London Paddington.
Die Strecke nach Ilfracombe verlor damit zum 7. September dieses Jahres fast alle bisherigen durchgehenden Verbindungen, was den bereits eingetretenen Nachfragerückgang weiter verstärkte. In den Folgejahren wurde das Angebot weiter reduziert, ein letztes Zugpaar zwischen Ilfracombe und Paddington blieb an Samstagen in der Sommersaison bis 1970 im Fahrplan. Den Güterverkehr auf der Strecke stellte BR zum 5. September 1964 ein. Ende 1967 wurde das zweite Gleis mit Wirkung zum 17. Dezember dieses Jahres stillgelegt und im Folgejahr abgebaut. In diesem Jahr verzeichnete man im Durchschnitt an Sommersamstagen noch gut 1600 Fahrgäste, an normalen Werktagen lediglich noch rund 300 Reisende. In Ilfracombe kamen an Sommersamstagen 1967 im Durchschnitt nur noch ein Zehntel der Reisenden an, die zehn Jahre zuvor in den Zügen gewesen waren. Vorschläge, die Strecke zumindest im Sommer weiter zu betreiben, lehnte BR aufgrund des trotz diverser Rationalisierungen immer noch sehr personalintensiven Betriebs – sie besaß bspw. elf personalbesetzte Bahnübergänge – ab.
Zum 5. Oktober 1970 stellte BR schließlich die Strecke nach Ilfracombe ein. Der letzte Zug verließ Ilfracombe am 3. Oktober um 19:55 Uhr, den aus diesem Anlass eingesetzten achtteiligen Dieseltriebwagen nutzten über 500 Fahrgäste. Lokale Bestrebungen, die Strecke als Museumsbahn zu erhalten, scheiterten an den erheblichen Kosten. Eine hierfür 1971 gegründete Gesellschaft versuchte, die erforderlichen 750.000 Pfund zusammenzubekommen, konnte aber lediglich Anteile in Höhe von gut 20.000 £ verkaufen. 1975 wurde die Gesellschaft daher liquidiert. Ein letzter Inspektionszug verkehrte am 26. Februar 1975. Im gleichen Jahr wurden die verbliebenen Streckengleise schließlich abgebaut, zwei Jahre später die Brücke in Barnstaple über den Taw. Teile der Trasse sind seit einigen Jahren Teil des Tarka Trail, eines Radwanderwegs durch das nördliche Devon.

## Streckenbeschreibung

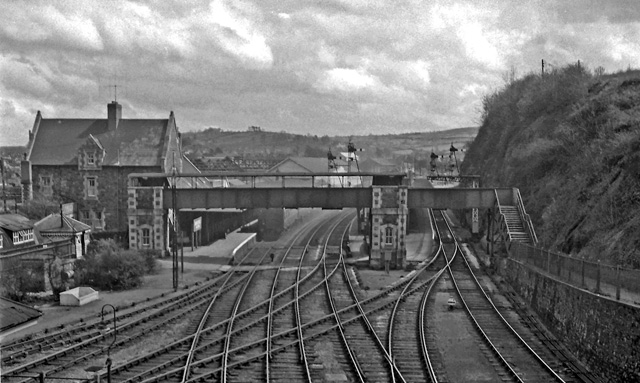
Der nördliche Bahnhofskopf von Barnstaple im Jahr 1964, links die nach Ilfracombe führenden Gleise, rechts die Strecke in Richtung Bideford

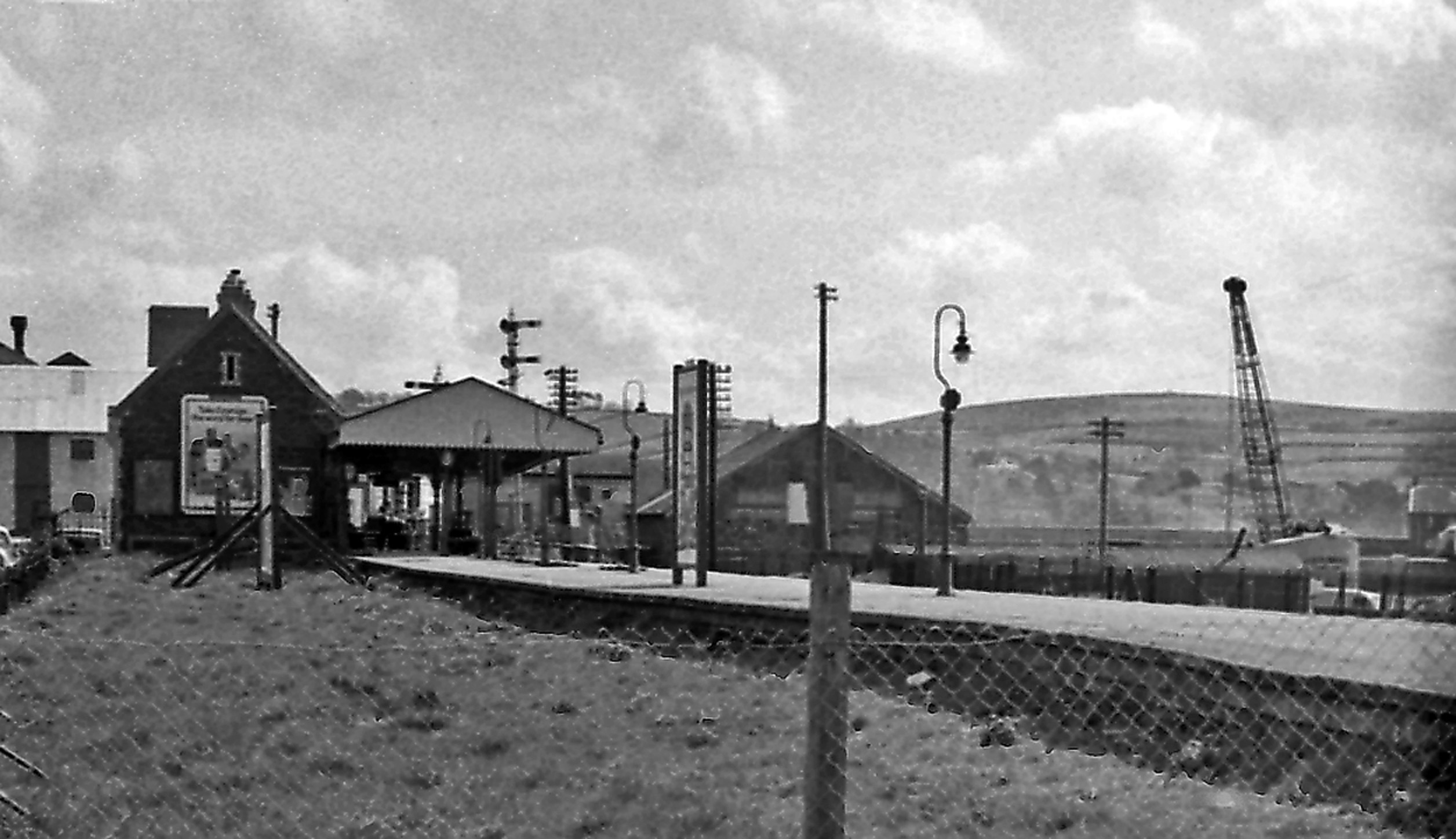
Barnstaple Town im Jahr 1964, im Vordergrund die seit 1935 nicht genutzte Bahnsteigkante der früheren Schmalspurbahn nach Lynton

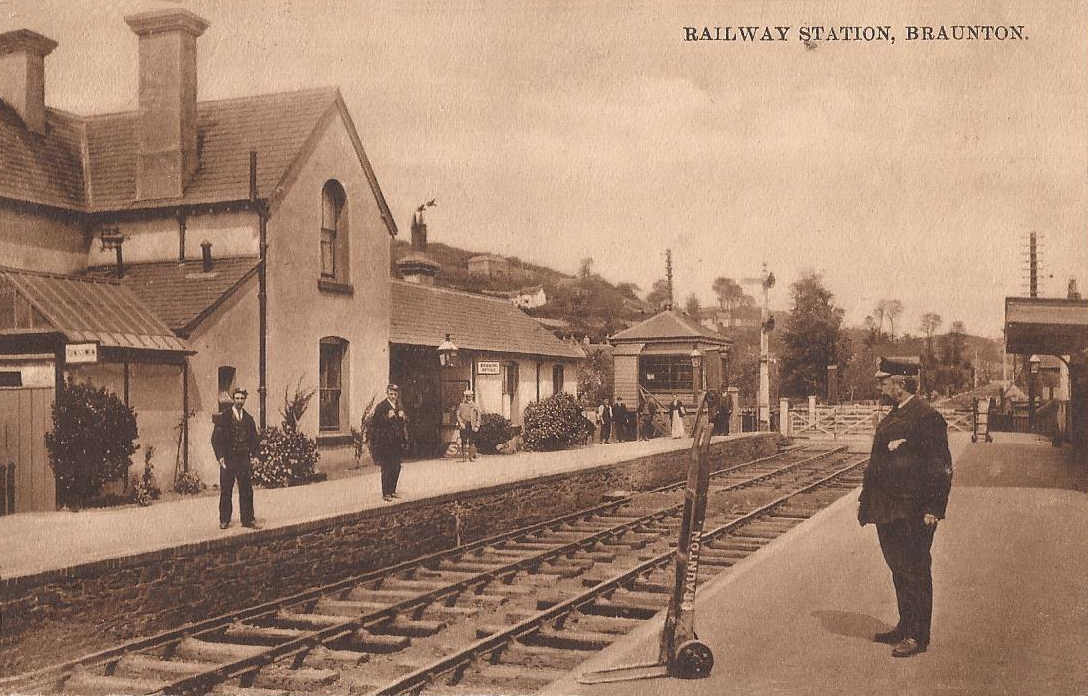
Der Bahnhof von Braunton um 1905

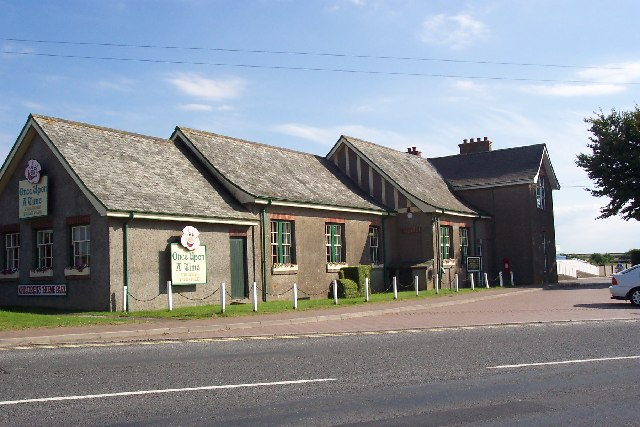
Das Bahnhofsgebäude von Mortehoe & Woolacombe im Jahr 2003

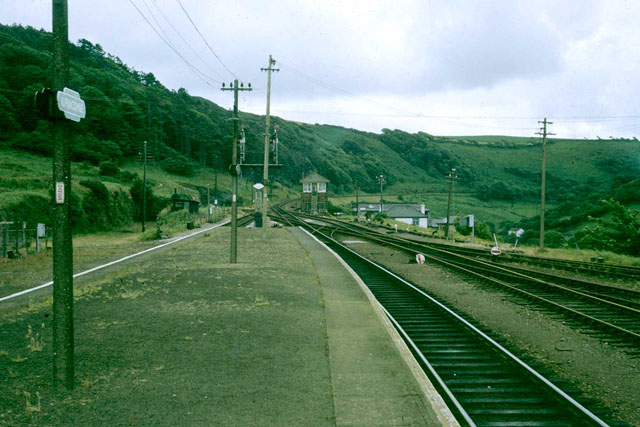
Blick im Jahr 1969 vom Bahnsteigende in Ilfracombe über das Gleisvorfeld in Richtung der Steigungsstrecke

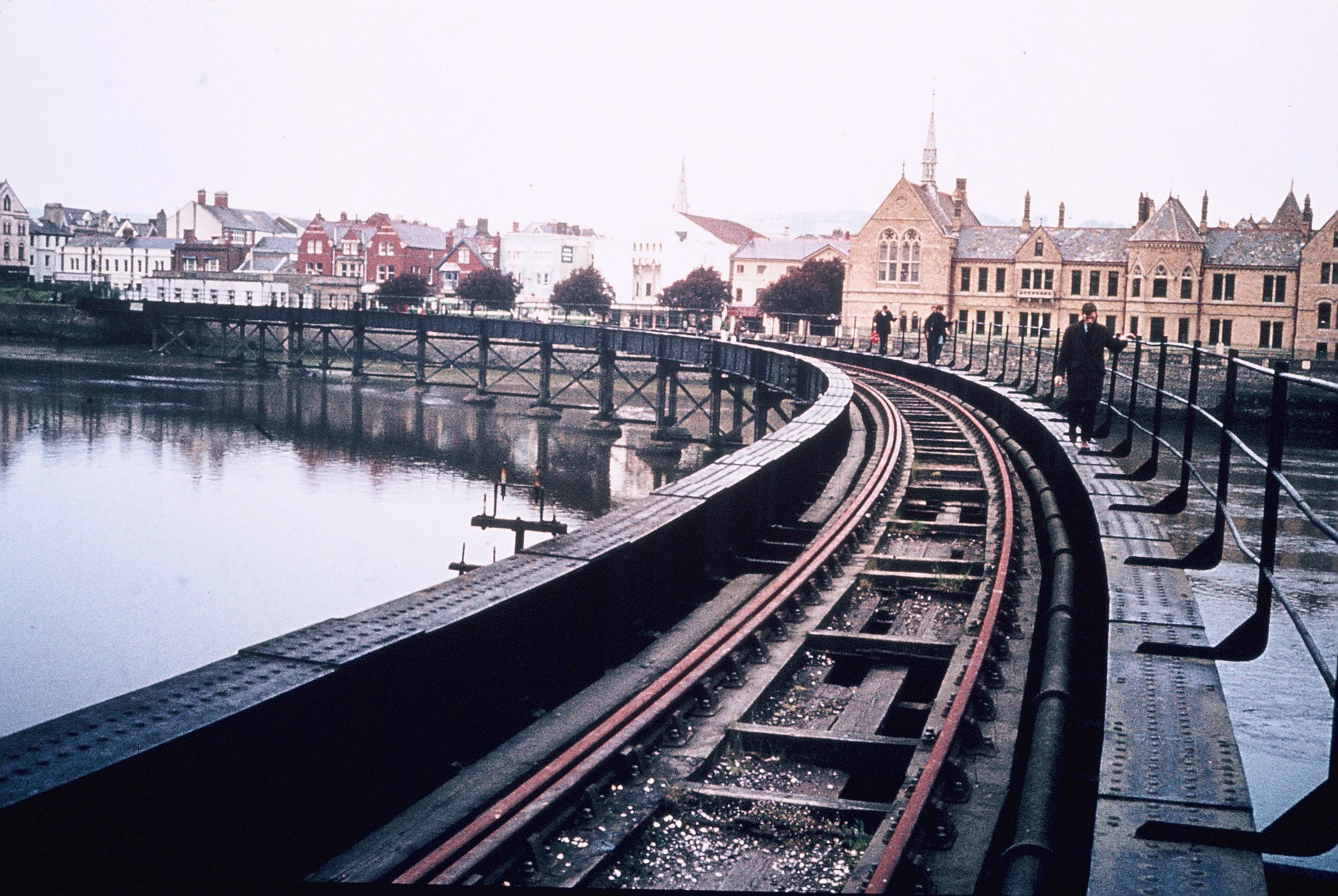
Die Taw-Brücke nach der Streckenstilllegung etwa Mitte der 1970er Jahre

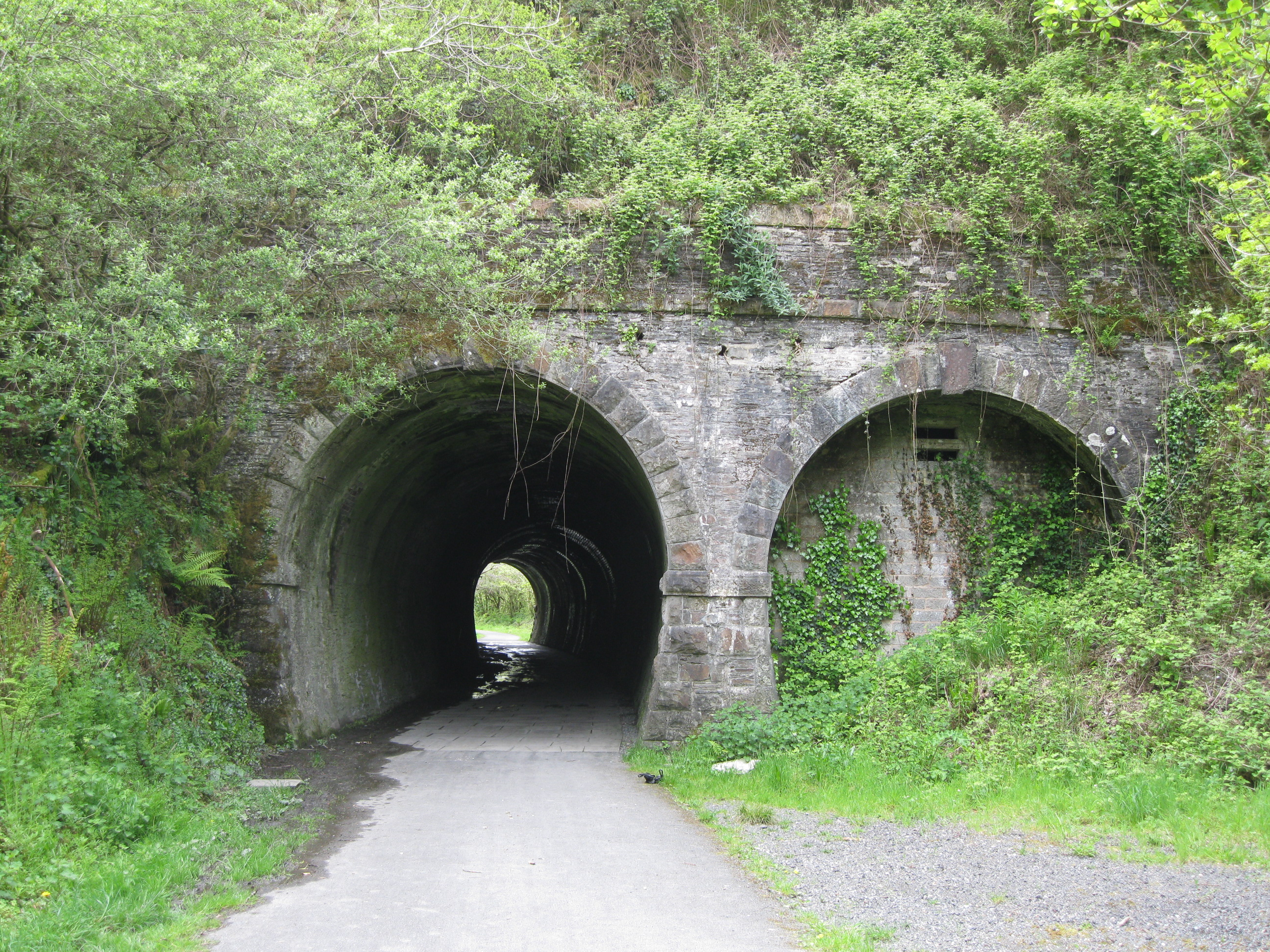
Blick auf das nördliche Doppelportal des Slade Tunnel, der linke Tunnel ist für Rad- und Fußverkehr freigegeben

### Verlauf
Im Bahnhof Barnstaple zweigte die Strecke mit einer scharfen Kurve von der Weiterführung der heutigen Tarka Line in Richtung Bideford und Halwill Junction nach Norden ab und überquerte den River Taw auf einer in einer Kurve liegenden Gitterträgerbrücke. Zwischen der Innenstadt von Barnstaple und dem Nordufer des Taw lag der Bahnhof Barnstaple Town, in dem zwischen 1898 und 1935 die Lynton and Barnstaple Railway, eine der wenigen Schmalspurbahnen in Südwestengland, ihren Ausgangspunkt hatte. Kurz nach dem Bahnhof passierte die Strecke eine Drehbrücke über den River Yeo. Bis kurz vor Braunton verlief die Strecke entlang des Taw, der sich in diesem Bereich allmählich zu einem Mündungstrichter erweitert, in Richtung Westen.
Ab Braunton begann ein stetiger Anstieg mit bis zu 1 zu 40 (25,0 ‰) in Richtung Norden bis zum Bahnhof Mortehoe & Woolacombe, an dessen Nordende die Strecke ihren Scheitelpunkt erreichte. Ab dem Scheitelpunkt verlief die Strecke mit einem Gefälle von bis zu 1 zu 36 (27,8 ‰) kurvenreich bis zum Endpunkt Ilfracombe. Dieser Abschnitt war einer der steilsten einer zweigleisigen Strecke in England. Auf beiden Steigungsabschnitten benötigten schwere Züge jeweils Unterstützung durch Schiebelokomotiven. In diesem Abschnitt lag mit dem Slade Tunnel der einzige Tunnel der Strecke.
Aufgrund der diversen Einschnitte und ihrer Führung über die Ausläufer des Exmoors war die Strecke anfällig für Witterungseinflüsse. Im März 1891 blieb ein Zug nach Ilfracombe kurz hinter Mortehoe in einem zugewehten Einschnitt stecken. Ein von Barnstaple daraufhin eingesetzter Zug mit Streckenarbeitern, die den Einschnitt freischaufeln sollten, blieb jedoch nördlich von Braunton ebenfalls in einer Schneewehe stecken. Unter Einsatz zusätzlicher Kräfte konnte die Strecke erst zwei Tage später wieder freigelegt werden. Auch 1947 und 1962 sorgten heftige Schneefälle für eingeschneite Züge und Streckensperrungen.

### Betriebsstellen

#### Barnstaple Junction
Der Bahnhof Barnstaple wurde anlässlich des Baus der Strecke nach Ilfracombe umfassend erweitert. Er besaß seitdem drei Bahnsteiggleise. Bedingt durch die Lage der Taw-Brücke zweigte die Strecke direkt nach den Bahnsteigen ab, das Gleisvorfeld wies daher mehrere Kreuzungen der abzweigenden Streckengleise auf. Für den Güterverkehr war östlich des Empfangsgebäudes ein eigener Güterbahnhof vorhanden, zudem existierten mehrere Anschlussgleise zu örtlichen Betrieben. Barnstaple besaß zudem ein Depot, dessen Lokomotiven die meisten Zugleistungen in diesem Teil des LSWR- bzw. SR-Netzes erbrachten. British Railways schloss das Depot im August 1964.

#### Barnstaple Quay/Town
Beim Bau der Strecke erhielt Barnstaple eine zweite Station auf dem nördlichen Taw-Ufer am Rande der Innenstadt. Zunächst als Barnstaple Quay bezeichnet, wurde die Station 1886 in Barnstaple Town umbenannt. Der Bahnhof diente vor allem dem Verkehr in die Innenstadt und zur Bedienung des Güterverkehrs zu den Kaianlagen am Ufer der Flüsse Taw und Yeo. Da am ursprünglichen Standort keine Erweiterung für die Anbindung der neuen Lynton and Barnstaple Railway möglich war, wurde der Bahnhof 1898 um einige hundert Meter nach Westen verlegt. Er bestand im Regelspurteil aus dem Streckengleis und einem Kreuzungsgleis sowie Anschlussgleisen für die Übergabe von Gütern an die Schmalspurbahn nach Lynton. Bedient wurden zudem Anschlussgleise zu Kaianlagen am Ufer von Taw und Yeo westlich des Bahnhofs. Der Bahnhof besaß ein Stellwerk, ein Empfangsgebäude und einen Bahnsteig mit zwei Bahnsteigkanten, einer am Streckengleis und einer am Abfahrtsgleis der Schmalspurbahn. Damit war ein bahnsteiggleicher Umstieg für Fahrgäste möglich. Das Kreuzungsgleis besaß keinen Bahnsteig und war daher lediglich für Güterzüge nutzbar. Westlich des Bahnhofs lag ein kurzer eingleisiger Abschnitt mit der Schwenkbrücke über den Yeo. Nach der Stilllegung der Strecke nach Lynton 1935 wurden die Anschlussgleise für den Güterverkehr abgebaut. 1964 verlor der Bahnhof das Kreuzungsgleis, in diesem Jahr wurden auch die letzten Anschlussgleise für den Güterverkehr stillgelegt. Das Bahnhofsgebäude blieb erhalten und wird heute als Restaurant genutzt.

#### Wrafton
Ursprünglich besaß der Bahnhof von Wrafton lediglich einen Bahnsteig am Streckengleis und ein Gleis mit Rampe für den Güterverkehr. Nach dem zweigleisigen Ausbau der Strecke besaß der Bahnhof zwei Bahnsteige an den Streckengleisen und zwei Abstellgleise für den Güterverkehr. Eines davon diente zuletzt vor allem dem Güterverkehr zum Militärflugplatz Chivenor der Royal Air Force (RAF), der südlich an die Strecke angrenzte. Das andere Gleis wurde in den 1950er Jahren für die Aufstellung von Camping Coaches genutzt. Das Bahnhofsgebäude blieb erhalten und wird als Wohnhaus genutzt.

#### Braunton
Der Bahnhof von Braunton diente ab Inbetriebnahme der Strecke als Kreuzungsbahnhof, zudem kamen ab Braunton regelmäßig Schiebelokomotiven zum Einsatz, um die schweren Urlauberzüge über die Rampe nach Mortehoe zu befördern. Nach dem zweigleisigen Ausbau der Strecke besaß der Bahnhof zwei Bahnsteige an den Streckengleisen sowie auf der Ostseite mehrere Gütergleise, einen Güterschuppen und eine Viehrampe. Zwei Gleise dienten wartenden Schiebelokomotiven. Für die Versorgung der Lokomotiven waren auf beiden Bahnsteiggleisen Wasserkräne vorhanden. An Bauwerken waren neben dem Bahnhofsgebäude ein Stellwerk, ein Güterschuppen und ein Wasserturm vorhanden. 1965 wurden alle Gleise außer den Streckengleisen stillgelegt und abgebaut. Das mitten im Ortskern liegende Gelände des Bahnhofs wurde weitgehend überbaut, das Bahnhofsgebäude und der Güterschuppen blieben erhalten und werden gewerblich genutzt.

#### Mortehoe & Woolacombe
Der bis 1902 als Morthoe und dann bis 1950 als Mortehoe bezeichnete Bahnhof lag im Inland, mehrere Kilometer östlich der an der Küste liegenden namensgebenden Ortschaften Mortehoe und Woolacombe. Er diente seit der Inbetriebnahme als Kreuzungsbahnhof sowie für wendende Schiebelokomotiven sowohl aus Richtung Braunton wie aus Richtung Ilfracombe. Nach dem zweigleisigen Ausbau besaß der Bahnhof zwei Bahnsteige an den Streckengleisen, mehrere Wartegleise für Schiebelokomotiven sowie verschiedene Gütergleise und eine Viehrampe. 1966 wurden alle Gleise außer den Streckengleisen außer Betrieb genommen. 1963 gehörte der Bahnhof zu den Stationen, die im Stück Slow Train des britischen Gesangsduos Flanders and Swann genannt werden, das die umfangreichen Schließungen im britischen Eisenbahnnetz infolge der Beeching-Axt beklagt. Das Bahnhofsgebäude blieb erhalten und dient nach diversen Zwischennutzungen inzwischen als Teil einer Ferienhaussiedlung.

#### Ilfracombe
Ilfracombe erhielt einen Kopfbahnhof, der aufgrund der Topographie deutlich oberhalb des Ortskerns auf einem Hügel in knapp 70 m Höhe über dem Meeresspiegel angelegt wurde. Um den Bahnhof unterzubringen waren umfangreiche Erdarbeiten und Aufschüttungen nötig. Die Steilstrecke endete erst im Bereich der Bahnhofseinfahrt, was besondere Regelungen für rangierende Züge erforderte, die in den Steigungsbereich fahren mussten. Der Kopfbahnhof besaß einen langen Mittelbahnsteig, an dessen Ende an der Ostseite das Empfangsgebäude errichtet wurde. Das östliche Bahnsteiggleis war daher deutlich kürzer als das westliche. Hinzu kamen auf der Westseite ein Umfahrungsgleis für Lokomotiven sowie sieben Abstellgleise für die im Ferienverkehr eingesetzten langen Zuggarnituren. Ein langes Ausziehgleis ohne Neigung verlief parallel zur ansteigenden Strecke und ermöglichte Rangierarbeiten ohne Behinderung des planmäßigen Zugverkehrs. Im Gleisvorfeld verwendete man mehrere Doppelkreuzungsweichen, um trotz des begrenzten Platzes möglichst lange Züge am Bahnsteig unterbringen zu können. Auf der Ostseite befanden sich ein Güterschuppen und diverse Gütergleise sowie Lokomotivbehandlungsanlagen mit einem einständigen Lokomotivschuppen und einer Drehscheibe. Diese Anlagen waren ursprünglich zwischen Empfangsgebäude und Güterschuppen angelegt. 1928 errichtete die Southern Railway neue Behandlungsanlagen mit einem größeren Lokomotivschuppen und einer Drehscheibe mit einem Durchmesser von 64 ft 10 in (ca. 19,75 m), um auch leistungsfähigere Lokomotiven einsetzen zu können. Hierfür waren umfangreiche Erdarbeiten nötig, um am Hang neben den Streckengleisen ausreichend Platz für die Anlagen zu gewinnen. Die Fläche der bisherigen Behandlungsanlagen diente zur Erweiterung der Güterverkehrsanlagen. Das Depot in Ilfracombe war als Subshed dem Depot in Barnstaple zugeordnet, in der Regel waren hier auch ein paar Lokomotiven für den Einsatz als Schiebelokomotiven und für Rangierarbeiten stationiert. Nach dem Zweiten Weltkrieg wurde die Drehscheibe durch eine neue mit 70 ft Durchmesser (ca. 21,3 m) ersetzt, um auch die neuen Pacifics der West Country and Battle of Britain Class einsetzen zu können.
In den 1960er Jahren begann allmählich der Rückbau der Bahnhofsanlagen. 1964 wurde die Drehscheibe abgebaut, 1968 wurden die übrigen Gleisanlagen bis auf ein Bahnsteiggleis und ein Umfahrungsgleis abgebaut. Nach Einstellung der Strecke wurde das Bahnhofsgelände in den Folgejahren beräumt. Seit 1978 steht auf dem Gelände ein Werk des Unternehmens Pall Corporation, das Filtertechnik für pharmazeutische Unternehmen herstellt.

### Sonstige Bauwerke
Die Strecke erforderte aufgrund der bewegten Topographie und der erforderlichen Flussquerungen mehrere Brücken und umfangreiche Erdarbeiten für Einschnitte und Dämme. Die größte Brücke war die 213 yds (ca. 194,8 m) lange Stahlträgerbrücke über den River Taw in Barnstaple. Die aus 15 Trägern und Stahlpfeilern bestehende Brücke musste aufgrund der begrenzten Platzverhältnisse mit fast 90 Grad in einem engen Radius ausgeführt werden. Beim zweigleisigen Ausbau wurde daher auf eine Erweiterung verzichtet und der kurze Abschnitt über die Brücke eingleisig belassen. Die Träger wurden 1978 abgebaut und die Pfeiler aus dem Flussbett entfernt. Westlich des Bahnhofs Barnstaple Town musste über den River Yeo eine Drehbrücke erbaut werden, da ansonsten die entlang des Yeo liegenden Kaianlagen nicht mehr für Schiffe erreichbar gewesen wären. Die Drehbrücke war 59 ft (ca. 18 m) lang. Nach Einstellung der Strecke wurde die Brücke abgerissen und im Zuge des Ausbaus der Bahntrasse zu einem Radweg durch eine neue Brücke ersetzt.
Der Slade Tunnel als einziges Tunnelbauwerk der Strecke liegt im Bereich der Steilrampe, kurz vor dem Bahnhof Ilfracombe. Im Zuge des zweigleisigen Ausbaus entstand ein zweiter, paralleler Tunnel. Beide Tunnel sind 69,5 yds (ca. 63,5 m) lang. Einer der beiden Tunnel wird für den Rad- und Fußverkehr genutzt, die Portale des anderen Tunnels sind, abgesehen von Öffnungen für Fledermäuse, zugemauert.

## Verkehrsangebot

### Entwicklung des Personenverkehrs

#### 1874 bis 1914
Nach Inbetriebnahme der Strecke verkehrten 1874 zunächst fünf Züge an Werktagen von Barnstaple nach Ilfracombe und vier zurück, nach einigen Monaten waren es fünf Züge in beiden Richtungen. In Barnstaple bestand teils Anschluss, teils Wagenübergang zu Schnellzügen von bzw. nach London Waterloo. An Sonntagen gab es keinen Zugverkehr. Für die anspruchsvolle Strecke zwischen Ilfracombe und Barnstaple benötigten die an allen Stationen haltenden Züge 48 Minuten in Richtung Barnstaple und 55 Minuten in die Gegenrichtung. Die schnellste Verbindung der LSWR zwischen Ilfracombe und London benötigte sieben Stunden und 18 Minuten, die konkurrierende Verbindung der GWR mit Kutsche zwischen Ilfracombe und Barnstaple Victoria Road war mit siebeneinhalb Stunden bis London Paddington nur geringfügig langsamer. In den Folgejahren baute die LSWR das Zugangebot langsam aus. 1880 gab es sechs werktägliche Zugpaare und der schnellste Zug von Ilfracombe nach Barnstaple benötigte 44 Minuten. 1887, nach Inbetriebnahme der Verbindungsstrecke zur GWR in Barnstaple, verkehrten weiterhin sechs werktägliche Zugpaare, die an einzelnen Wochentagen, vor allem an Samstagen, durch weitere Züge verstärkt wurden. Über die GWR-Strecke konnte London Paddington inzwischen in 7 Stunden und 15 Minuten erreicht werden, der schnellste LSWR-Zug zwischen London Waterloo und Ilfracombe benötigte nur noch 6 Stunden und 32 Minuten. 1889 führte die GWR einen neuen Ilfracombe Express ein, der Ilfracombe ab Paddington in 6 Stunden und 55 Minuten erreichte. Parallel dazu führte die GWR einen Liverpool Express ein, der ab Liverpool 10 Stunden und 47 Minuten benötigte. In Zusammenarbeit mit der Midland Railway bot die GWR zudem Kurswagen ab Bradford an. Ab 1890 verkehrte erstmals ein Zugpaar an Sonntagen.
Nach Fertigstellung des zweigleisigen Ausbaus folgte schrittweise ein weiterer Ausbau des Zugangebots. 1891 verkehrten acht Züge in Richtung Ilfracombe und neun Züge in Richtung Barnstaple. Der schnellste Zug, der allerdings nicht in Braunton und Wrafton hielt, absolvierte die Strecke in 39 Minuten. Von London bis Ilfracombe waren die Verbindungen via GWR und LSWR mit 6:08 Stunden gleich schnell, in der Gegenrichtung konnte Waterloo in 5:50 Stunden und Paddington in 6:10 Stunden erreicht werden. Kurswagen wurden zwischen Ilfracombe und Liverpool sowie Manchester angeboten. 1904 verkehrten im Sommer elf Züge in Richtung Ilfracombe und 13 in Richtung Barnstaple, ein Jahr später bereits 13 bzw. 15 Züge. Auch das Sonntagsangebot wurde in der Sommersaison ein wenig ausgebaut, 1906 bot die LSWR zwei Zugpaare an. Nachdem die GWR ihre Strecke zwischen London und Taunton mittels Neubauabschnitten weiter verkürzt hatte, konnte sie durchgehende Verbindungen mit Reisezeiten unter fünf Stunden anbieten. Die LSWR baute ihre Strecken ebenfalls aus und war nur geringfügig langsamer. Im Sommer 1909 verkehrten an Werktagen 17 Zugpaare, an Sonntagen vier Züge nach Ilfracombe und drei nach Barnstaple. Auch außerhalb der Saison war das Angebot verdichtet worden, so verkehrten im April 1910 zehn werktägliche Zugpaare. Die schnellsten Verbindungen zwischen London und Ilfracombe benötigten etwas über fünf Stunden. Zusammen mit der Great Central Railway wurde eine neue Verbindung zwischen Ilfracombe und Leeds eingeführt. Im letzten Friedenssommer vor Ausbruch des Ersten Weltkriegs verkehrten zwischen Ilfracombe und Barnstaple an Werktagen insgesamt 13 Zugpaare, an Sonntagen drei Zugpaare.

#### 1914 bis 1939
Während des Ersten Weltkrieges wurde das Angebot reduziert und an Sonntagen ganz eingestellt, viele der bisherigen Durchbindungen entfielen. Nach dem Krieg kehrten die Touristen rasch zurück und auch das Zugangebot wurde entsprechend wieder ausgebaut. Die Southern Railway, in der die LSWR 1923 aufgegangen war, wollte sich gegenüber der konkurrierenden GWR im Urlauberverkehr nach Devon und Cornwall profilieren. Mit dem Cornish Riviera Limited hatte die GWR schon vor dem Krieg viele Reisezeiten der LSWR unterboten. Die SR führte daher 1926 den Atlantic Coast Express ein, der neben den Hauptzielen Ilfracombe und Plymouth auch Kurswagen nach Great Torrington, Padstow, Bude und Exmouth führte und sich rasch zum wichtigsten Zug für den Ferienverkehr nach Ilfracombe entwickelte. 1930 verkehrten an Werktagen in der Saison bis zu drei Zugpaare mit Speisewagen zwischen London und Ilfracombe.
Die höchste Angebotsdichte erreichte die Strecke vor dem Zweiten Weltkrieg. So verkehrten im Sommer 1938 an Werktagen 17 Züge von Barnstaple nach Ilfracombe, darunter sechs mit Wagen von London Waterloo und drei mit Wagen von London Paddington. Zeitweilig gab es ein Zugpaar an Werktagen zwischen Ilfracombe und Mortehoe. An Freitagen verkehrten jeweils ein weiterer Zug ab Waterloo und Paddington. An Samstagen war das Angebot nochmals deutlich ausgeweitet. Von 28 Zügen ab Barnstaple verkehrten acht ab Waterloo und sechs ab Paddington, darunter jeweils einer über Nacht sowie einer mit Wagen aus Wolverhampton. In der Gegenrichtung war das Angebot ähnlich umfangreich. Die Fahrtzeit zwischen Ilfracombe und den beiden Londoner Bahnhöfen lag bei jeweils etwa fünf Stunden. An Sonntagen verkehrten zehn Züge ab Barnstaple – allerdings nur im Sommer, im Winterhalbjahr gab es keinen Sonntagsverkehr.

#### 1939 bis 1970
Wie bereits im Ersten Weltkrieg reduzierte die SR ab September 1939 das Angebot deutlich, den Sonntagsverkehr stellte sie ganz ein. Nach Kriegsende kam der Verkehr nur allmählich wieder in Gang. Im Januar 1947 verkehrten zehn bzw. elf Züge je Richtung an Werktagen und vier Zugpaare an Sonntagen. Mit der Devon Belle führte die SR in diesem Jahr, dem letzten ihrer Selbständigkeit, erstmals einen Pullmanzug auf der Strecke ein. 1948 ging die SR in British Railways auf. Das in diesem Jahr gefahrene Angebot ab Ilfracombe von 12 Zügen an Werktagen und sieben an Sonntagen blieb in den Folgejahren bis Anfang der 1960er Jahre weitgehend unverändert, ebenso auch das doppelt so umfangreiche Angebot an den Samstagen im Sommer. In der Gegenrichtung war das Angebot ähnlich umfangreich. Im Lokalverkehr gab es zusätzlich ein morgendliches, bereits von Taunton kommendes Zugpaar nur bis Mortehoe & Woolacombe. Bis etwa Mitte der 1950er Jahre wurde das Angebot an den Sommersamstagen mit weiteren Zügen und neuen Zielorten noch etwas ausgebaut, dann setzte allmählich eine rückläufige Entwicklung ein. Bereits 1954 entfiel die Devon Belle, denn das Konzept des Pullmanzugs hatte in der wirtschaftlich schwierigen Nachkriegszeit nicht ausreichend Nachfrage erzeugt. Direktverbindungen ab Ilfracombe bestanden Mitte der 1950er Jahre an Sommersamstagen nach Birmingham, Cardiff, London Paddington, London Waterloo, Manchester, Wolverhampton sowie zu den regionalen Zielen Exeter und Taunton.
Ab dem Herbst 1964 waren alle Züge der Strecke mit Diesellokomotiven bespannt oder wurden als Dieseltriebwagen geführt. In diesem Jahr setzte zudem ein deutlicher Angebotsabbau ein. Die Southern Region von British Rail hatte die Strecke im Vorjahr an die Western Region abgeben müssen, diese bevorzugte die Verbindungen über die ehemaligen GWR-Strecken nach London Paddington und beendete im September 1964 jeglichen Durchgangsverkehr zwischen London Waterloo und Zielen westlich von Exeter – auch der Atlantic Coast Express entfiel vollständig. Die durchgehenden Züge zwischen Ilfracombe und London Waterloo entfielen damit ganz. Das Sonntagsangebot wurde auf fünf nur noch im Sommer verkehrende Zugpaare zwischen Ilfracombe und Exeter reduziert, ab Oktober 1964 verkehrten im Winter zwischen Ilfracombe und Barnstaple an Sonntagen gar keine Züge mehr. An Werktagen verkehrten zehn Züge nach Ilfracombe und neun in Richtung Barnstaple. Die Start- und Zielbahnhöfe dieser Züge lagen durchweg in Devon oder benachbarten Grafschaften, Direktverbindungen gab es bspw. noch zwischen Ilfracombe und Exmouth, Honiton oder Kingswear. Lediglich an Sommersamstagen existierten noch Direktverbindungen von und nach London Paddington sowie Cardiff und Wolverhampton. Insgesamt umfasste das Samstagsangebot im Sommer noch 17 Züge nach Ilfracombe und 16 in Richtung Barnstaple.
1966 war das Angebot auf neun Zugpaare an Werktagen, sechs an Sonntagen sowie 14 Züge nach Ilfracombe und 15 in der Gegenrichtung an Sommersamstagen reduziert worden. Zwar gab es wieder eine tägliche Direktverbindung zwischen Ilfracombe und London Paddington, an weiteren Zielen gab es jedoch lediglich noch ein Zugpaar zwischen Ilfracombe und Wolverhampton an Sommersamstagen. Im Folgejahr sank das Angebot auf fünf tägliche Zugpaare zwischen Ilfracombe und Exeter sowie acht an Sommersamstagen. Von diesen verkehrten zwei von und nach London Paddington, bedingt durch die Einstellung der Strecke zwischen Barnstaple und Taunton mit Umweg über Exeter. Der Sonntagsverkehr wurde ab diesem Jahr vollständig eingestellt, auch im Sommer. Ein Jahr später verkehrten an Sommersamstagen noch sieben Zugpaare. Bis zur Einstellung der Strecke 1970 blieb das Angebot weitgehend unverändert, lediglich eines der Samstagszugpaare zwischen Ilfracombe und London Paddington entfiel bereits ab Ende des Sommers 1968.

### Besondere Zugläufe
Die bekanntesten Zugläufe auf der Strecke nach Ilfracombe waren der zwischen 1926 und 1964 verkehrende Atlantic Coast Express (ACE) sowie der von 1947 bis 1954 eingesetzte Pullmanzug Devon Belle, beide jeweils zwischen London Waterloo und Ilfracombe sowie weiteren Zielen im West Country verkehrend.

#### Atlantic Coast Express
Die Southern Railway spürte in den 1920er Jahren bei ihrem Urlaubsverkehr in Richtung Devon und Cornwall zunehmend die Konkurrenz der Great Western Railway, die dank einiger Streckenausbauten inzwischen vergleichbare Reisezeiten erzielen konnte und zudem bereits vor dem Ersten Weltkrieg den Cornish Riviera Limited als ihren Spitzenzug eingeführt hatte. Um konkurrenzfähig zu bleiben, entschloss sich auch die SR, einen Namenszug als Spitzenangebot einzuführen. Sie nutzte dafür den bereits vorhandenen Expresszug von Waterloo um 11:00 Uhr nach Plymouth. Dieser erhielt Kurswagen zu allen Endbahnhöfen der SR-Strecken in Devon und Cornwall sowie zu Seebädern an der Südküste Devons, so dass er zeitweise aus bis zu neun Kurswagengruppen bestand. Die Bedeutung von Ilfracombe als Badeort zeigte sich daran, dass der ACE drei Wagen nach Ilfracombe führte (zwei Wagen 3. Klasse und ein Wagen 1./3. Klasse), zu den anderen Zielorten Bude, Padstow, Plymouth und Great Torrington sowie nach Exmouth, Sidmouth und Seaton Junction verkehrte jeweils nur ein Wagen. In Barnstaple erhielt der ACE zudem einen Kurswagen aus dem Cornish Riviera Limited, der in Taunton als Slip coach abgehängt und mit einem Personenzug nach Barnstaple gebracht worden war. Der Speisewagen des Zugs wurde jeweils bis und ab Exeter geführt.
In der Sommersaison wurde der Zug bis 1939 an allen Tagen doppelt geführt, jeweils ein Zug mit den Zielen Ilfracombe, Great Torrington, Bude und Padstow und ein Zug mit Wagen für Plymouth, Sidmouth, Exmouth, Seaton Junction und zusätzlich Lyme Regis. An den Sommersamstagen setzte die Southern Railway unter dem Label Atlantic Coast Express bis zu acht Züge ein, davon zwei Züge um 10:24 und 10:35 Uhr ab London Waterloo nach Ilfracombe. Ab 1948 konnte British Rail erneut dieses umfangreiche Angebot auf dem ACE bieten. 1952 unterbot der ACE erstmals die schnellsten Reisezeiten aus der Vorkriegszeit und bewältigte die Strecke zwischen Waterloo und Ilfracombe in fünf Stunden und 11 Minuten. 1961 konnte nochmals eine Beschleunigung erreicht werden, der in Waterloo traditionell um 11:00 Uhr abfahrende Zug erreichte Ilfracombe um 15:55 Uhr. Die rückläufige Nachfrage führte allerdings dazu, dass ab dem gleichen Jahr die diversen Kurswagengruppen, die den ACE zu dem britischen Zug mit den meisten Endbahnhöfen gemacht hatten, schrittweise eingestellt wurden. 1964 waren lediglich noch der Stammzug nach Ilfracombe sowie ein Kurswagen nach Plymouth verblieben. Die Western Region von BR stellte den ACE schließlich mit Ende der Sommersaison 1964 ein.

#### Devon Belle

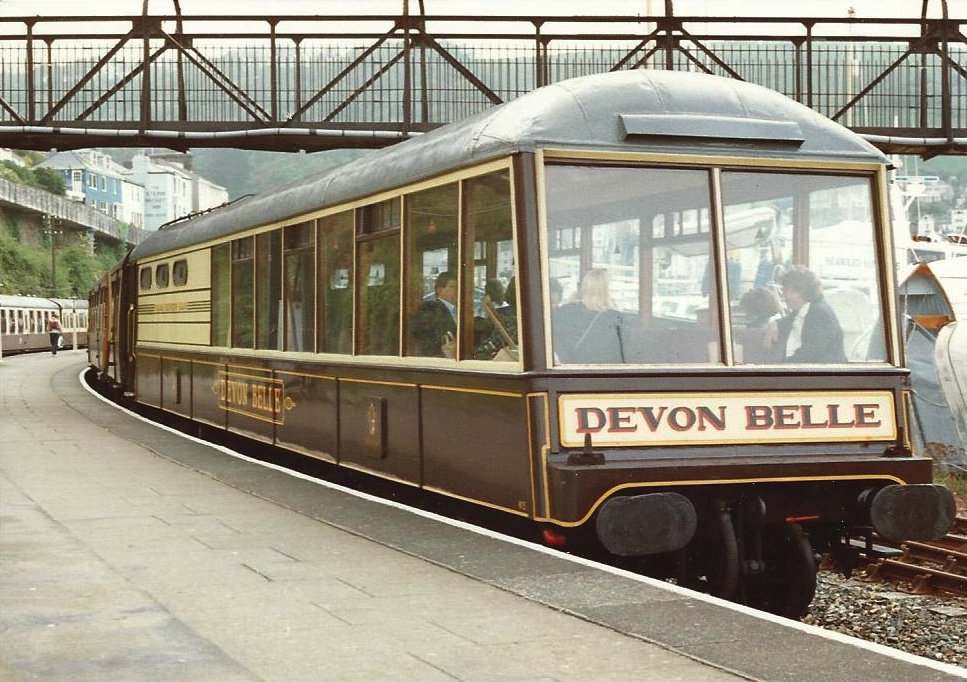
Einer der Aussichtswagen des „Devon Belle“ im Einsatz bei der Museumsbahn South Devon Railway

Der Devon Belle verkehrte erstmals am 20. Juni 1947. In der in Großbritannien wirtschaftlich schwierigen Nachkriegszeit war die Einführung eines Pullmanzugs überraschend, aber die SR litt in ihrem Personenwagenpark an Wagenmangel, während die Pullmangesellschaft noch überzählige Wagen hatte. Auch hier zeigte sich die Bedeutung von Ilfracombe als Seebad; der Zug erhielt insgesamt 12 Wagen, von denen vier ab Exeter über Okehampton nach Plymouth und acht nach Ilfracombe geführt wurden. Mit der Abfahrt um 12:00 in Waterloo und der Ankunft um 17:33 in Ilfracombe konnte der Zug für die damalige Zeit attraktive Reisezeiten bieten. Zunächst wurde der generell nur in der Sommersaison fahrende Zug nur von Freitag bis Montag eingesetzt, ab 1949 aber an fünf Wochentagen. Der Zugteil nach Plymouth bewährte sich nicht und fuhr letztmals zum Ende des Sommers 1949. Ab 1952 verkehrte der Zug freitags bis sonntags nach Ilfracombe und samstags bis montags in der Gegenrichtung.
Eine Besonderheit war ein Aussichtswagen, der am Ende des Zugteils nach Ilfracombe eingestellt war. Hierzu hatte die Pullmangesellschaft zwei Pullmanwagen eigens umgebaut, so dass in beiden für den Zug erforderlichen Garnituren dieser Service angeboten werden konnte. Neben großen Panoramafenstern an der Seite und an einem Wagenende besaßen die Wagen auch eine Bar. Die Aussichtswagen wurden an den Endbahnhöfen jeweils gedreht, damit sie immer am Zugschluss standen. Nach der Einstellung des Devon Belle wurden die beiden Aussichtswagen zunächst im Charterverkehr und ab 1961 auf der Kyle of Lochalsh Line und der West Highland Line in Schottland eingesetzt. Beide blieben erhalten und werden auf britischen Museumsbahnen eingesetzt.

### Güterverkehr
Der Güterverkehr auf der Ilfracombe Branch Line bestand vorwiegend aus dem Transport landwirtschaftlicher Produkte sowie von Kohle für Haushalte und die wenigen Gewerbe- und Industriebetriebe entlang der Strecke. In Barnstaple wurde zudem der Umschlagsverkehr zu den Schiffen an den dortigen Kaianlagen bedient. Über Jahrzehnte verkehrten jeweils zwei Zugpaare im Güterverkehr, eines davon auch mit Postbeförderung. Beide Zugpaare verkehrten am frühen Morgen bzw. dem Vormittag in Richtung Ilfracombe, die Rückfahrten fanden am frühen und späten Nachmittag statt. Bei Bedarf wurden zusätzliche Züge nach Braunton sowie zur Bedienung der Anschlüsse in Barnstaple eingelegt. 1964 beendete die Western Region von BR den Güterverkehr auf der Strecke.

## Eingesetzte Lokomotiven und Triebwagen

### London & South Western Railway

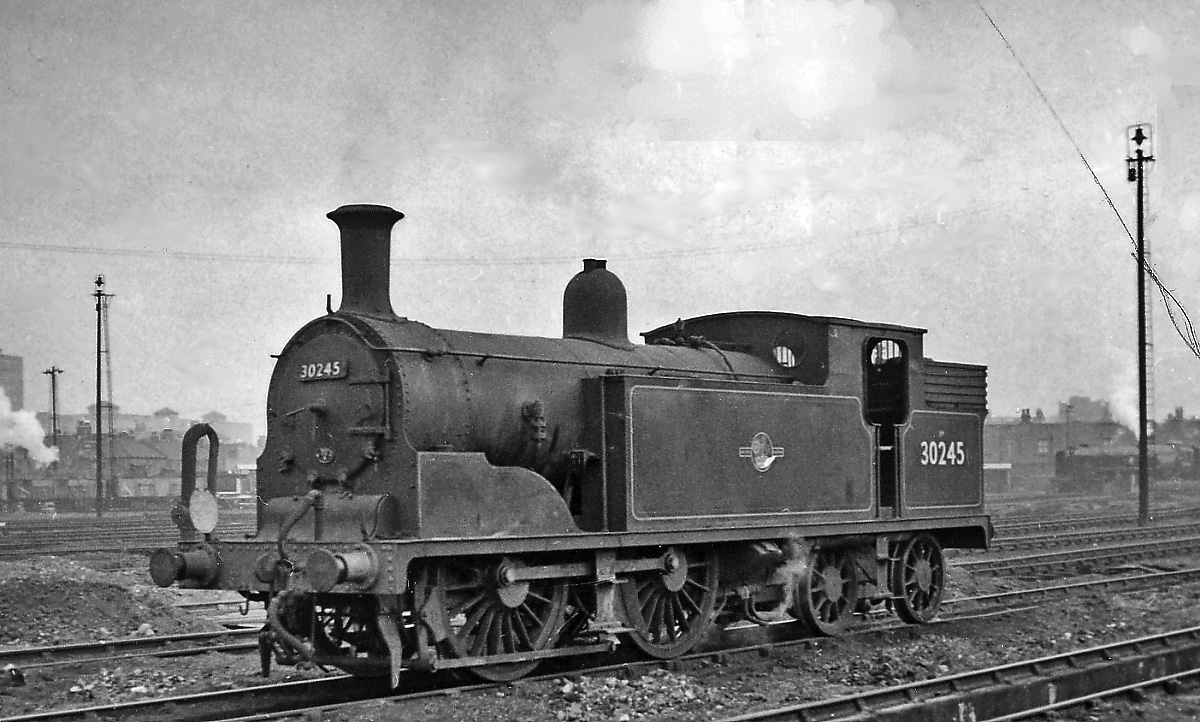
Vom Ersten Weltkrieg bis Ende der 1950er Jahre waren die B2’-Tenderlokomotiven der Klasse M7 zwischen Barnstaple und Ilfracombe im Einsatz

Die LSWR besaß in ihrem Fuhrpark um 1870 keine Lokomotiven, die den Parametern der geplanten Strecke nach Ilfracombe mit ihren starken Steigungen und dem leichten Oberbau gerecht wurden. Das zuständige Lokomotivkomitee des Unternehmens lehnte mehrere Entwürfe des LSWR-Chefingenieurs ab. Schließlich orderte die LSWR bei Beyer-Peacock drei Exemplare eines eigentlich für den Export vorgesehenen Standardentwurfs dieses Herstellers für Strecken mit stärkeren Steigungen und mit der Achsfolge C, die 1873 ausgeliefert und als LSWR-Klasse 282 eingeordnet wurden. Die Maschinen waren mit Eröffnung der Strecke in Barnstaple stationiert; sie bewährten sich schnell auf der neuen Strecke und wurden von den Eisenbahnern als Ilfracombe Goods bezeichnet. Zwischen 1874 und 1880 lieferte Beyer-Peacock fünf weitere Maschinen der Bauart, die zum Teil ebenfalls auf der Strecke nach Ilfracombe im Einsatz waren. 1881 waren zwei der Maschinen in Ilfracombe und drei in Barnstaple stationiert, sie bewältigten den gesamten Verkehr auf der Strecke einschließlich der Schubdienste auf den beiden Rampen und bespannten sowohl Personen- wie Güterzüge.
Ende des 19. Jahrhunderts waren die Zuggewichte so weit angestiegen, dass die Ilfracombe Goods nicht mehr ausreichten. Um 1900 wurden sie daher durch ab 1888 erbaute Tenderlokomotiven der LSWR-Klasse T1 mit der Achsfolge B2’ ersetzt, von denen 1907 sechs Stück in Barnstaple beheimatet waren. Gelegentlich kamen auch andere LSWR-Maschinen zum Einsatz, so etwa die B1’-Lokomotiven der LSWR-Klasse A12. Um 1914 wurden die T1 durch die neuere LSWR-Klasse M7 ersetzt, ebenfalls Tenderlokomotiven der Achsfolge B2’. Sie bewährten sich sehr gut auf der Strecke und blieben bis Ende der 1950er Jahre im Einsatz; noch 1959 waren sieben Stück in Barnstaple stationiert.
Bei östlich von Barnstaple über die GWR-Strecke von bzw. nach Taunton geführten Zügen fand bis 1917 grundsätzlich in Barnstaple ein Lokwechsel statt. Ab diesem Jahr bespannte die GWR auch Züge durchgehend bis Ilfracombe, meist mit „Moguls“ der GWR-Klasse 4300.

### Southern Railway

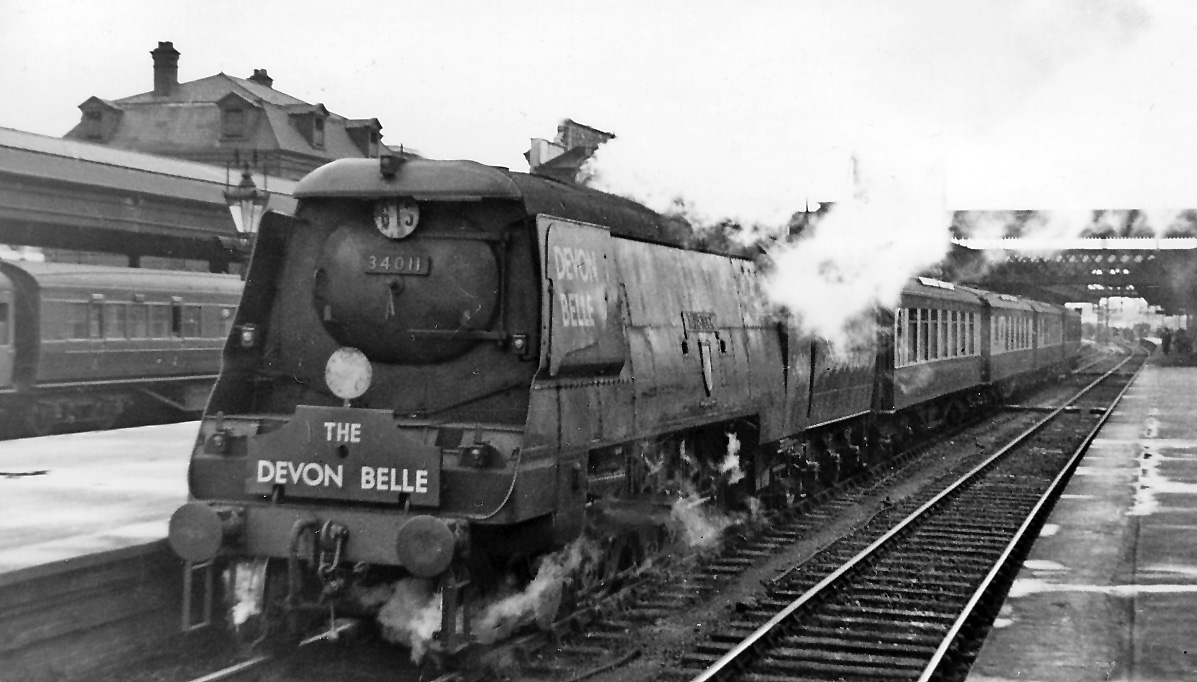
Lokomotive 34011 „Tavistock“ der West Country-Klasse 1949 im Bahnhof Exeter St Davids vor dem „Devon Belle“

Zur Rationalisierung der Umläufe strebte die Southern Railway vermehrt Durchbindungen an. 1925 fanden Versuchsfahrten mit der Klasse N, einer kräftigen Mogul-Lokomotive der früheren South Eastern and Chatham Railway, deren Beschaffung die SR fortführte, statt. Bei der ersten Fahrt beförderte eine Lokomotive dieser Klasse einen Zug mit sieben Reisezugwagen von Exeter nach Ilfracombe, scheiterte aber fast an der starken Steigung vor Mortehoe. Die mit den M7 erreichbaren Fahrtzeiten konnten die nominell stärkeren Moguls nicht unterbieten. Für Züge, bei denen ein Lokwechsel in Barnstaple entfallen sollte, vor allem die schweren Urlauberzüge wie den Atlantic Coast Express, setzte die SR daher ab 1925 zwar die Klasse N ein, alle anderen Züge und die Schiebedienste blieben jedoch weiterhin Aufgabe der M7-Lokomotiven. 1933 waren in Barnstaple vier Exemplare der Klasse N und sechs M7-Lokomotiven stationiert. Die in Barnstaple ebenfalls stationierten C1’-Tenderlokomotiven der SR-Klasse E1/R übernahmen gelegentlich leichtere Zugleistungen auf der Strecke nach Ilfracombe.
Ihre schweren Schnellzuglokomotiven konnte die SR in den 1920er und 1930er Jahren aufgrund des zu hohen Achsdrucks nicht in Richtung Ilfracombe einsetzen, obwohl damit die teils in Doppeltraktion und mit Schublok bespannten schweren Züge an Sommersamstagen leichter zu befördern gewesen wären. Erst die ab 1945 unter dem SR-Chefingenieur Oliver Bulleid beschafften Pacific-Maschinen der West Country-Klasse besaßen eine ausreichende Leistungsfähigkeit und zugleich eine auf der Strecke zulässige Achslast. Die in Exeter stationierten Maschinen übernahmen fast alle durchgehenden Züge zwischen Exeter und Ilfracombe, darunter alle Zugläufe zwischen London Waterloo und Ilfracombe, teils auch die Schiebedienste ab Ilfracombe. Acht der Maschinen erhielten Namen aus dem Einzugsbereich der Strecke, darunter mit Ausnahme von Wrafton alle Orte mit Bahnhöfen. Die schweren Pacifics der SR-Klasse Merchant Navy, die diese Züge meist zwischen London und Exeter beförderten, waren westlich von Exeter aufgrund des hohen Achsdrucks nicht zugelassen. Den N- und M7-Lokomotiven des Depots Barnstaple verblieben lediglich die lokalen Leistungen und einige Schiebedienste. GWR-Lokomotiven der Klasse 4300 bespannten zwischen Ilfracombe und Taunton weiter die durchgehenden Züge zwischen den Midlands bzw. London Paddington und Ilfracombe.

### British Railways

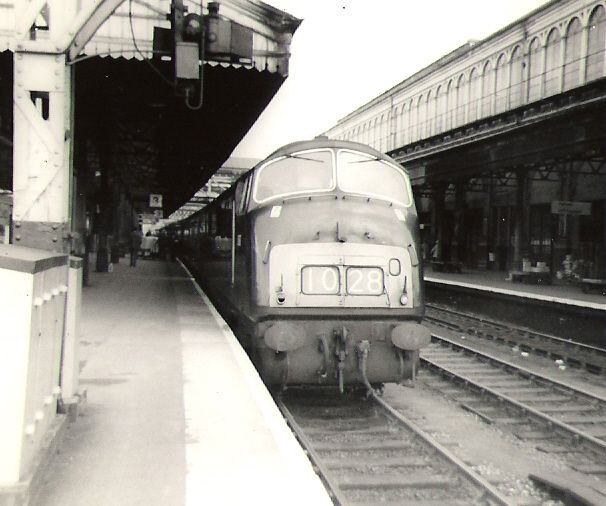
Dieselhydraulische Lokomotive der BR-Klasse 42 1967 im Bahnhof Exeter St Davids

Nach der Übernahme durch British Rail blieb der Lokomotiveinsatz auf der Ilfracombe Branch Line zunächst weitgehend unverändert. Ab Anfang der 1950er Jahre kamen 1’C1’-Tenderlokomotiven der LMS-Klasse 2 2–6–2 Ivatt ins Depot Barnstaple und kamen auch auf der Strecke nach Ilfracombe zum Einsatz, gemeinsam mit den Klassen N und M7. Auch die neue BR-Standardklasse 4 2-6-4T kam gelegentlich zum Einsatz. Die schweren Urlauberzüge blieben aber vornehmlich Aufgabe der leichten Bulleid-Pacifics. Deren ab 1957 entstandene Umbauversion war jedoch aufgrund des etwas höheren Achsdrucks nicht einsetzbar.
Mit dem Ende der Sommersaison 1964 beendete British Rail den Dampfbetrieb am 5. September 1964 auf der Strecke nach Ilfracombe. Das Depot in Barnstaple, das Mitte der 1950er Jahre noch 16 Maschinen und über 100 Eisenbahner aufwies, wurde geschlossen. Dieseltriebwagen verschiedener Bauarten übernahmen die zwischen Exeter und Ilfracombe sowie lokal ab Barnstaple verkehrenden Züge. Die wenigen verbliebenen Urlauberzüge von und nach London bespannte die Western Region mit den als „Warships“ bezeichneten und nach dem Vorbild der DB-Baureihe V 200 entworfenen dieselhydraulischen Lokomotiven der Klassen 42 und 43. Bis zur Einstellung der Strecke gab es keine nennenswerten Änderungen mehr beim Fahrzeugeinsatz.